# James Turle
James Turle (Taunton, 1802 - Londres, 1882) fue un compositor y organista inglés.
Comenzó como niño de coro en la Catedral de Wells. En 1817 recibió clases de órgano en la Abadía de Westminster, en Londres, y después de ejercer varios años de sustituto, en 1831 ocupó el puesto de organista en dicha abadía, que mantuvo hasta su muerte. En Londres, fue compañero de clase de  John Goss, quien fue organista en la catedral de San Pablo.  Turle fue un gran organista en su tiempo, y compuso multitud de música religiosa. Su hijo, Henry Frederic Turle (1835-1883), fue editor de la revista Notes and Queries.